# Melina Kristensen
Melina Kristensen (født 10. januar 1998 i Skanderborg) er en dansk håndboldspiller som spiller højre fløj for Skanderborg Håndbold i Damehåndboldligaen. Hun har tidligere spillet for HH Elite og Holstebro Håndbold.
I april 2022 skiftede hun tilbage til Skanderborg Håndbold, efter en enkelt sæson i Holstebro Håndbold der nedrykkede til 1. division.